# Asura pallida
Asura pallida là một loài bướm đêm thuộc phân họ Arctiinae, họ Erebidae.